# Paul Chemetov

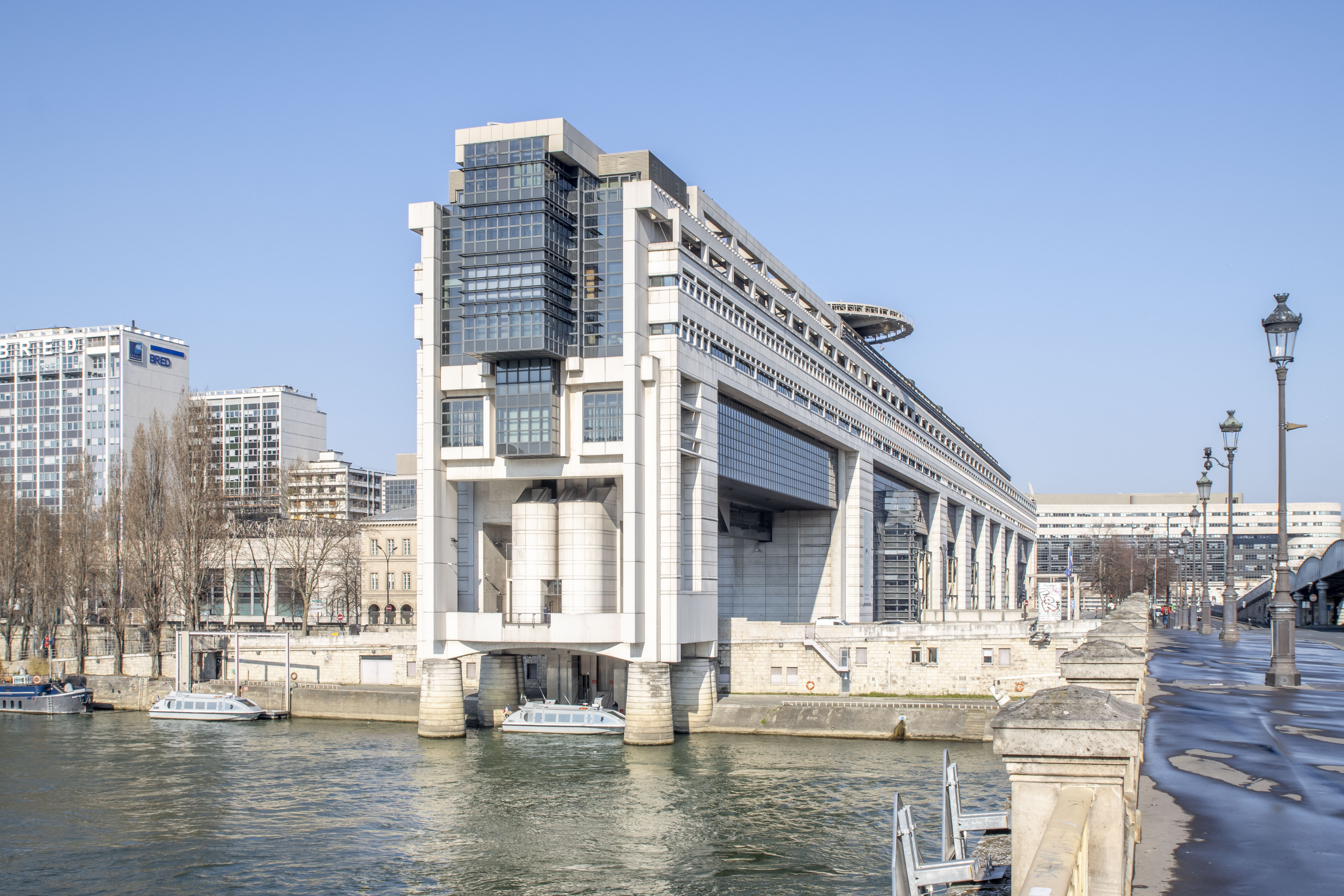
Ministère de l’Économie et des Finances Paris

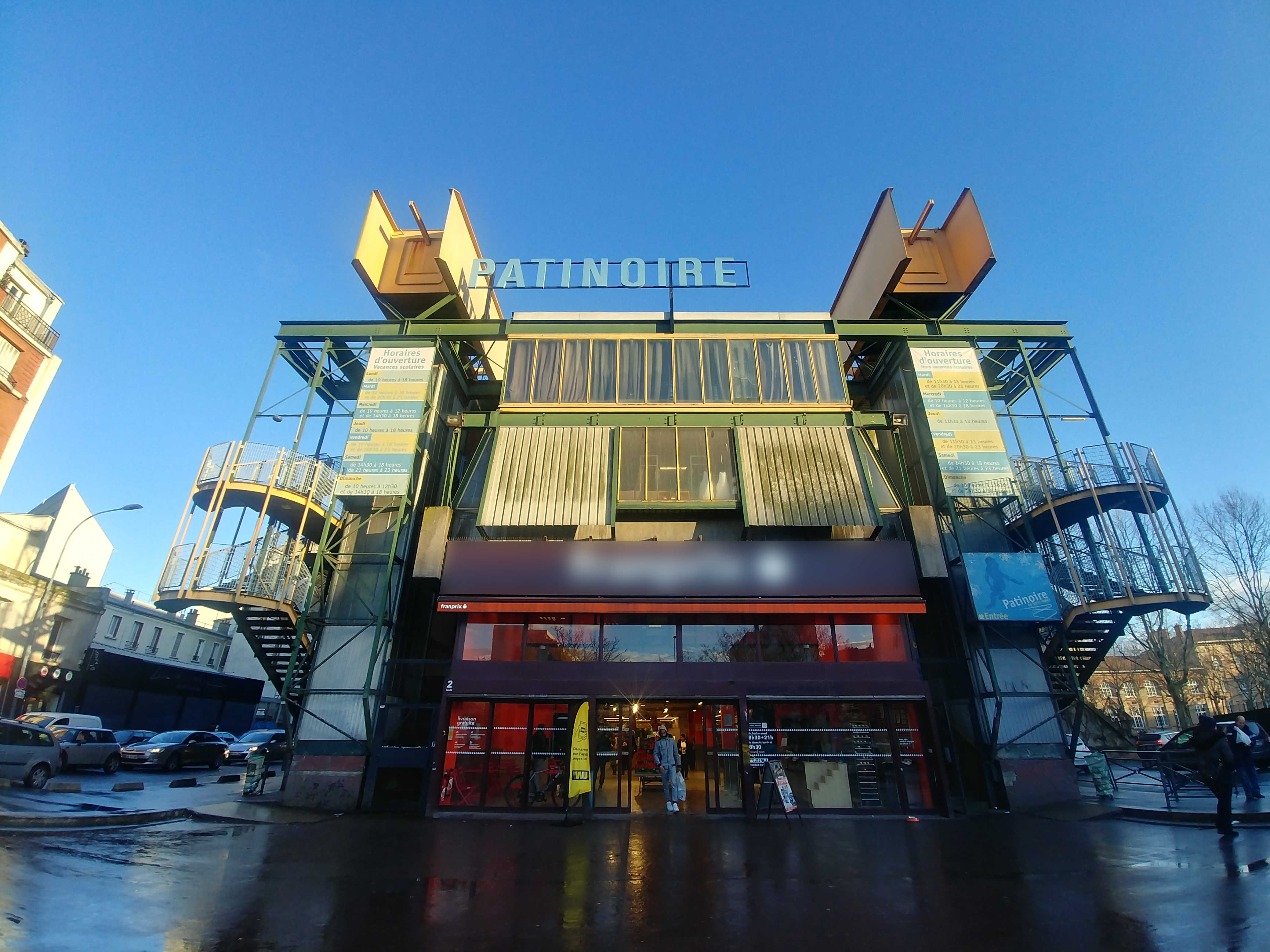
Patinoire de Saint-Ouen-sur-Seine (Île-de-France)

Paul Chemetov (* 6. September 1928 in Paris; † 16. Juni 2024 ebenda) war ein französischer Architekt und Stadtplaner.

## Leben
Paul Chemetov studierte Architektur an der École nationale supérieure des beaux-arts (ENSA) in Paris in den Ateliers Lurçat, Vivien, Lagneau, Gillet. Nach seinem Diplom 1959 machte er sich selbständig. Er trat 1961 in die im Vorjahr von Jacques Allégret gegründete Agentur Atelier d’Urbanisme et d’Architecture (AUA) ein. Seit 1983 hatte Chemetov zusammen mit Borja Huidobro ein Architekturatelier in Paris. 1976 vertrat er Frankreich auf der Biennale di Venezia. Er wurde 1980 mit dem Grand prix national de l’architecture ausgezeichnet. Er war Mitglied des Lenkungsausschusses des Plan Construction, später Vizepräsident (1982–1987) und Co-Vorsitzender des wissenschaftlichen Ausschusses von Grand Paris (2009). Er war verantwortlich für die Entwicklung der Stratégie nationale pour l’architecture (SNA). Von 1968 bis 1972 war er Professor für Industriearchitektur an der École d’architecture de Strasbourg (EAS), seit 1989 an der École nationale des ponts et chaussées sowie 1993/94 als Gastprofessor an der École polytechnique fédérale de Lausanne.
Er bearbeitete zahlreiche Projekte im Bereich Städtebau und Architektur und entwarf große öffentliche Projekte und zahlreiche Sozialwohnungen in den Pariser Vororten.
Zu seinen Werken zählen die unterirdischen öffentlichen Einrichtungen des Quartier des Halles und in Zusammenarbeit mit Borja Huidobro das Finanzministerium sowie die Renovierung der Grande Galerie des Musée National d’Histoire Naturelle im Rahmen der Grands Projets of François Mitterrand. Er gewann den internationalen Wettbewerb für die Verlängerung der historischen Achse von Paris (Axe historique) über La Défense hinaus und leitete das Projekt der Méridienne verte zur Feier des Jahres 2000.
In seinem Atelier im 13. Arrondissement von Paris arbeitete AUA PAUL CHEMETOV an der Stadterneuerung in Montpellier, Amiens, Ivry-sur-Seine und in Paris an der städtebaulichen Umstrukturierung des Quartiers Porte de Vincennes und dem Bebauungsplan für das Hôpital Boucicaut, das 2014 als Eco quartier ausgezeichnet wurde und 2016 den ULI Global Awards for Excellence gewann; er baute dort den Inkubator und das Hotel für Unternehmen. Das Atelier baute in Lyon die Erweiterung der medizinischen Fakultät Lyon Sud (Faculté de médecine et de maïeutique Lyon-Sud), Wohnungen in Poitiers die Mediathek in Labège (Médiathèque de Labège), das Vendespace in Mouilleron-le-Captif. Es sanierte die Türme des Atelier de Montrouge in Ivry, die Les Coursives de Pantin, den Campus Sciences et Technologie in Bordeaux der Universität Bordeaux, Wohnungen in Guyancourt, Wohnungen in Montpellier und Tours und Wohnungen in den Ballungsräumen Tours und Orleans.
Paul Chemetov ist der Vater des Landschaftsarchitekten Alexandre Chemetoff.

## Ehrungen und Auszeichnungen
- 1965: Architekturpreis der CEA Cercle d’Ètudes Architecturales, Paris
- 1980: Grand prix national de l’architecture
- Offizier der Ehrenlegion
- Offizier des Ordre des Arts et des Lettres
- Offizier des Ordre national du Mérite

## Werk
Wichtige Bauten

(angegeben ist das Datum der Vollendung)
- 1980: Sitz der Kommunistischen Partei Frankreichs in Paris, zusammen mit Oscar Niemeyer
- 1985: Französische Botschaft (New Delhi), gemeinsam mit Borja Huidobro
- 1985: Hallenviertel; westlicher, unterirdischer Teil und Gestaltung des darüber gelegenen Gartens (Paris)
- 1988: Wirtschafts- und Finanzministerium, französisch Ministère de l’Économie et des Finances (Paris), gemeinsam mit Borja Huidobro
- 1994: Renovierung der Grande Galerie des Muséum national d’histoire naturelle (Paris), gemeinsam mit Borja Huidobro
- 1999: Projekt Meridienne Verte für die Jahrtausendwende; Anpflanzung von 10.000 Bäumen auf einer Linie, die von Dunkerque bis Barcelona der imaginären Linie des Meridians von Paris folgt (Frankreich)
- 1999: Renovierung des Tour de l’Illustration (Bobigny) gemeinsam mit Borja Huidobro

Im Juli 2006 wurde Chemetov von dem Conseil général de Vendée mit dem Bau des Vendespace im Park von Mouilleron-le-Captif bei La Roche-sur-Yon beauftragt, einem neuen Sportzentrum mit einer Fläche von insgesamt 18.000 m².
Schriften
- 1976: Architectures – Paris 1848–1914, mit B. Marrey, Ausstellungskatalog, 1976, Paris, überarbeiteter Nachdruck 1984, Editions Dunod
- 1983: Paul Chemetov et Borja Huidobro. Cinq projets 1979-1982, mit Borja Huidobro, 1983, Paris, Electa Moniteur
- 1989: Paris banlieue 1919-1939, mit B. Marrey et M.J Dumont, 1989, Paris, Editions Dunod
- 1992: La fabrique des villes, 1992, Paris, Editions de l'Aube
- 1993: Terrasses et textures, 1993, Saint-Benoit-du-Sault
- 1995: Le territoire de l’architecte, 1995, Paris, Ed. Julliard
- 1996: Vingt mille mots pour la ville, 1996, Paris, Ed. Flammarion
- 2002: Un architecte dans le siècle, 2002, Paris, Moniteur
- 2003: Mecano-factures, mit B. Dorny, 2003, Paris